# Karen Lynn Gorney
Karen Lynn Gorney (* 28. Januar 1945 in Beverly Hills, Kalifornien) ist eine US-amerikanische Schauspielerin und Sängerin.

## Leben und Karriere
Karen Lynn Gorney wurde als Tochter von Sondra Karyl (1918–2015) und Jay Gorney (1894–1990) in eine jüdische Familie in Beverly Hills geboren. Ihr Vater war ein Komponist, der mit Brother, Can You Spare a Dime? einen bekannten Song über die Great Depression verfasste. Mit 16 Jahren gab sie ihr Filmdebüt in einer kleinen Nebenrolle in David und Lisa. Sie studierte an der Carnegie Mellon University und der Brandeis University. Nach ihrem Universitätsabschluss als Master of Fine Arts übernahm sie ab 1970 die Rolle der Tara Martin in der beliebten US-Seifenoper All My Children, die ihr erste Bekanntheit einbrachte. Bis 1974 spielte sie die Figur bei All My Children durchgängig, bis 1996 in unregelmäßigen Abständen.
Weltweite Bekanntheit erreichte sie allerdings erst durch ihren Auftritt als Stephanie Mangano, die Tanzpartnerin von John Travolta, in Saturday Night Fever (1977). In Deutschland wurde sie hierfür 1978 mit dem Bravo Otto in Bronze ausgezeichnet. Im Gegensatz zu Travolta gelang ihr anschließend keine große Filmkarriere. Sie sei auf ihre Rolle aus Saturday Night Fever festgelegt worden, äußerte Gorney im Jahr 1990 in einem Interview, und alle Castings seien erfolglos verlaufen. 1979 nahm Gorney, die Erfahrung als Nachtclubsängerin hatte, in England ohne nennenswerten Erfolg ein Album auf.
In späteren Jahren arbeitete Gorney als Theaterschauspielerin an Off-Broadway-Produktionen und leitete zeitweise eine Kunstgalerie in New York. Erst 1991, 14 Jahre nach Saturday Night Fever, spielte sie mit Auf die harte Tour wieder in einem Hollywood-Film – allerdings nur in einer kleinen Rolle als Fahrgast in der U-Bahn. Seitdem übernahm Gorney weitere, zumeist kleine Kinorollen und spielte Gastrollen in Fernsehserien wie Law & Order und Die Sopranos.
Seit 1995 ist die in New York lebende Schauspielerin in zweiter Ehe mit Mark Toback verheiratet.

## Filmografie (Auswahl)
- 1962: David und Lisa (David and Lisa)
- 1970: The Magic Garden of Stanley Sweetheart
- 1970–1974, 1976–1977, 1996: All My Children (Fernseh-Seifenoper)
- 1975: Harry O (Fernsehserie, Folge Lester)
- 1977: Saturday Night Fever
- 1991: Auf die harte Tour (The Hard Way)
- 1992/1998: Law & Order (Fernsehserie, 2 Folgen)
- 1997: Men in Black
- 1999: Das schwankende Schiff (Cradle Will Rock)
- 2005: Searching for Bobby D
- 2006: A Crime
- 2006: Die Sopranos (The Sopranos; Fernsehserie, Folge Moe n' Joe)
- 2010: 100 Years of Evil
- 2014: Late Phases
- 2016: H.O.M.E.
- 2018: Empathy, Inc.
- 2020: First One In
- 2021: Clifford, der große rote Hund (Clifford the Big Red Dog)